# Pierre Emanuel Albert Du Casse
Pierre Emanuel Albert Baron Du Casse (* 1813 in Bourges; † 14. März 1893 in Paris) war ein französischer Militärschriftsteller.

## Leben
Du Casse trat aus der französischen Militärschule Saint-Cyr in die Armee ein, nahm an den Kämpfen gegen die Kabylen in Algerien teil und wurde anschließend in den Generalstab versetzt. 1854 machte man ihn unter Beförderung zum Stabsoffizier zum persönlichen Adjutanten des Prinzen Jérôme Bonaparte.
Schon früh unternahm Du Casse historische Studien, die er veröffentlichte. Später war Du Casse beim Rechnungshof angestellt und nahm 1880 seinen Abschied.

## Veröffentlichungen
- Rambures: épisodes des guerres du temps de Charles VII (Limoges 1845)
- Précis historique des opérations de l’armée de Lyon en 1814. Paris (1849)
- Opérations du 9e corps de la grande armée en Silésie, 1806 et 1807. 2 Bände. mit Atlas Paris (1851)
- Mémoires pour servir à l’histoire de la campagne de Russie Paris (1852)
- Histoire des négociations diplomatiques relatives aux traités de Morfontaine, de Lunéville et d’Amiens 3 Bde. Paris (1855)
- Précis historiques des opérations militaires en Orient: 1854 et 1855. Paris (1857)
- Les trois maréchaux d’Ornano. Paris (1862)
- Histoire anecdotique de l’ancien théâtre en France. 2 Bände. Paris (1864)
- Le général Arrighi de Casanova duc de Padoue. 2 Bände. Paris (1866)
- Le général Vandamme et sa correspondence  2 Bände. Paris (1870)
- Journal authentique du siège de Strasbourg. Paris (1871)
- La guerre au jour le jour: 1870–1871. Paris (1875)
- Les rois frères de Napoléon. Paris (1883)
- La Crimée et Sébastopol de 1853 à 1856. Paris (1892)
- (Hrsg.): Mémoires et correspondance politique du roi Joseph. 2. Aufl. 10 Bände. Paris (1856–58)
- (Hrsg.): Mémoires et correspondance politique du prince Eugène Beauharnais. 10 Bände. Paris (1858–60)
- Supplément à la correspondance de Napoléon I. Paris (1887)
- Correspondance inédite de Cathérine de Westphalie. Paris (1893)